# Francesco III Pico della Mirandola
Francesco III Pico della Mirandola (... – Scaldasole, prima dell'8 novembre 1458) fu un nobile e politico italiano, signore di Mirandola e di Concordia (poi conte dal 1432).
Dal 1399, condivise il potere con il fratello Giovanni I Pico (1399–1451) e il cugino Aiace Pico (1399–1429); quest'ultimo però venne fatto assassinare proprio da Giovanni I.
Nel 1456 acquistò il Castello di Scaldasole e lasciò il governo di Mirandola e Concordia al nipote Gianfrancesco I Pico, con il quale era associato al potere già dal 1451.

## Biografia
Era figlio di Francesco II.
Visse la maggior parte della sua vita alla corte dei duchi di Milano. Nel 1431 Filippo Maria Visconti lo elesse a trattare accordi in suo nome. Nel 1452 venne inviato a Bologna per trattare un'alleanza con quella città. Morto il duca di Milano nel 1447 Francesco si ritirò a Mirandola ed acquistò dalla famiglia Manfredi la città di Reggio. Dopo alcuni anni fece ritorno a Milano alla corte di Francesco Sforza, che nel 1454 lo inviò a trattare la pace di Lodi con Ludovico di Savoia. Acquistò il 7 dicembre 1456 il castello di Scaldasole in Lomellina, nel quale morì prima dell'8 novembre 1458.

## Discendenza
Francesco III Pico sposò dopo il 1418 Pietra (che testò il 24 novembre 1468), figlia di Marco I Pio, signore di Carpi, e di Taddea de' Roberti. Dalla loro unione nacquero:
- Taddea Pico (?-dopo il 1493[3]), il 26 ottobre 1461[4] ottiene da Bianca Maria Visconti la conferma dei diritti legati al feudo di Scaldasole e ne divenne signora.[1] Sposò Giacomo I Malaspina,[1] marchese di Fosdinovo e signore di Massa e di Carrara. Ebbe discendenza.
- Ricciarda (morta prima del 24 novembre 1468[5])
- Gianfrancesco (morto prima del 1439[6])
- Tommasino (morto prima del 1458), sposò nel febbraio 1441[5] Giacoma ... da Pesaro, senza averne figli; premorì al padre

Figlio illegittimo di Francesco III Pico fu:
- Scipione Pico, militare al servizio del re di Francia Carlo VII e capostipite del ramo francese dei Pic de Blaise

## Ascendenza
|                    |   |                    | Genitori |  |  | Nonni |  |  | Bisnonni         |  |  | Trisnonni        |  |
|                    |   |                    |          |  |  |       |  |  | Prendiparte Pico |  |  | Francesco I Pico |  |
|                    |   |                    |          |  |  |       |  |  | Prendiparte Pico |  |  | Francesco I Pico |  |
|                    |   | Beatrice Tommasino |          |  |  |       |  |  | Prendiparte Pico |  |  |                  |  |
| Paolo Pico         |   |                    |          |  |  |       |  |  | Prendiparte Pico |  |  |                  |  |
|                    |   | …                  | …        |  |  |       |  |  |                  |  |  |                  |  |
|                    |   | …                  | …        |  |  |       |  |  |                  |  |  |                  |  |
|                    |   | …                  | …        |  |  |       |  |  |                  |  |  |                  |  |
| Francesco II Pico  |   | …                  |          |  |  |       |  |  |                  |  |  |                  |  |
|                    |   | Azzolino Malaspina | …        |  |  |       |  |  |                  |  |  |                  |  |
|                    |   | Azzolino Malaspina | …        |  |  |       |  |  |                  |  |  |                  |  |
|                    |   | Azzolino Malaspina | …        |  |  |       |  |  |                  |  |  |                  |  |
| Isabella Malaspina |   | Azzolino Malaspina |          |  |  |       |  |  |                  |  |  |                  |  |
|                    |   | …                  | …        |  |  |       |  |  |                  |  |  |                  |  |
|                    |   | …                  | …        |  |  |       |  |  |                  |  |  |                  |  |
|                    |   | …                  | …        |  |  |       |  |  |                  |  |  |                  |  |
| Francesco III Pico |   | …                  |          |  |  |       |  |  |                  |  |  |                  |  |
|                    | … | …                  |          |  |  |       |  |  |                  |  |  |                  |  |
|                    | … | …                  |          |  |  |       |  |  |                  |  |  |                  |  |
|                    | … | …                  |          |  |  |       |  |  |                  |  |  |                  |  |
| …                  | … |                    |          |  |  |       |  |  |                  |  |  |                  |  |
|                    |   | …                  | …        |  |  |       |  |  |                  |  |  |                  |  |
|                    |   | …                  | …        |  |  |       |  |  |                  |  |  |                  |  |
|                    |   | …                  | …        |  |  |       |  |  |                  |  |  |                  |  |
| …                  |   | …                  |          |  |  |       |  |  |                  |  |  |                  |  |
|                    |   | …                  | …        |  |  |       |  |  |                  |  |  |                  |  |
|                    |   | …                  | …        |  |  |       |  |  |                  |  |  |                  |  |
|                    |   | …                  | …        |  |  |       |  |  |                  |  |  |                  |  |
| …                  |   | …                  |          |  |  |       |  |  |                  |  |  |                  |  |
|                    |   | …                  | …        |  |  |       |  |  |                  |  |  |                  |  |
|                    |   | …                  | …        |  |  |       |  |  |                  |  |  |                  |  |
|                    |   | …                  | …        |  |  |       |  |  |                  |  |  |                  |  |
|                    |   | …                  |          |  |  |       |  |  |                  |  |  |                  |  |